# Miodrag Belodedici
Miodrag Belodedici (Socol, 20 mei 1964) is een voormalig voetballer, afkomstig uit Roemenië. Belodedici speelde als verdediger in het centrum, meestal als libero. Hij begon zijn professionele voetbalcarrière bij een van de topclubs van Roemenië, Steaua Boekarest. Dit was in 1984. In 2000 was het ook deze club waar Belodedici zijn carrière beëindigde. In die tussentijd speelde hij ook voor topclubs als Rode Ster Belgrado en Valencia.

## Steaua Boekarest
Op 20 mei 1964 werd Miodrag Belodedici geboren in Socol, een gemeente in het zuidwesten van Roemenië. De grootste bevolkingsgroep in deze gemeente zijn Serven en ook Belodedici is van Servische afkomst. Zijn Servische achternaam is dan ook Belodedić. Nadat hij bij een lokale amateurclub had gespeeld, mocht hij in 1981 spelen bij een club opgericht door de Roemeense bond om talenten te ontwikkelen. Een jaar later ontdekte Steaua Boekarest hem en ging Miodrag Belodedici voor deze club spelen, omdat ze een talentvolle libero in hem zagen. Als snel groeide hij uit tot een belangrijke waarde voor Steaua. Met de club behaalde hij veel successen. Zo werd hij vier keer op rij kampioen van Roemenië met de club uit de hoofdstad van het land. Ook in Europa had Belodedici succes met Steaua Boekarest. In 1986 won hij de European Cup, tot nu toe de enige keer dat een Roemeense club het belangrijkste Europese toernooi won. Dat jaar won hij ook nog de European Super Cup met Steaua.
Dankzij zijn goede spel bij Steaua Boekarest verdiende Belodedici in 1984 een uitnodiging voor het nationale elftal van Roemenië. Ondanks zijn goede spel bij de club, wilde hij liever voor zijn favoriete club, Rode Ster Belgrado uit Joegoslavië, spelen. Door het communistische regime van Nicolae Ceaușescu was dit echter jarenlang niet mogelijk. Roemeense voetballers mochten namelijk niet naar het buitenland vertrekken. In 1988 besloot hij echter over te lopen naar Joegoslavië en zo kwam er direct een einde aan zijn carrière bij Steaua Boekarest. Voor Steaua speelde hij in zijn eerste periode in totaal 174 competitiewedstrijden en scoorde hij achttien keer.

## Rode Ster Belgrado
Nadat Miodrag Belodedici naar Joegoslavië was overgelopen, nam hij ook de nationaliteit van dat land aan. Hij ging spelen bij zijn favoriete club, Rode Ster Belgrado, ondanks dat een vriend hem nog probeerde over te halen voor diens aartsrivaal te spelen, Partizan Belgrado. Zodra de president van Rode Ster erachter kwam dat Belodedici bereid was te tekenen bij de club, bereidde hij een contract voor hem voor. In zijn eerste jaar bij Rode Ster Belgrado mocht Belodedici geen officiële wedstrijden spelen, omdat hij geen officieel contract van de Roemeense bond meer kreeg. Dit kwam door de overloperij. Na de val van Ceaușescu in 1989 werd Belodedici echter weer Roemeens staatsburger en mocht hij weer officiële wedstrijden gaan spelen. Snel werd hij een vaste waarde en met Rode Ster Belgrado won hij voor de tweede keer in zijn carrière de European Cup, namelijk in 1991. Tijdens de strafschoppenreeks in de finale tegen Olympique Marseille nam Belodedici ook een strafschop en hij scoorde. Daarnaast werd hij ook kampioen van Joegoslavië met de club en won hij met met de club tevens de Intercontinental Cup. In 1992 verliet Belodedici Rode Ster Belgrado om bij een grote Spaanse club te gaan spelen. Voor Rode Ster speelde hij in totaal 63 wedstrijden. Daarin scoorde hij drie keer.

## Spaanse clubs
In 1992 vertrok Miodrag Belodedici naar Valencia, ondanks interesse van Sampdoria. Daar kwam hij samen te spelen met onder anderen de Bulgaar Ljoeboslav Penev en de Spanjaard Quique Sánchez Flores. Daarnaast werd zijn trainer de Nederlander Guus Hiddink. Hij verscheen regelmatig op het veld voor Valencia en speelde ook in de Europese competities voor de club. Er werden echter geen prijzen gewonnen. Wel keerde hij voor het eerst in vier jaar terug bij de nationale selectie van Roemenië en werd hij er weer een vaste kracht. Na twee jaar Valencia werd hij getransfereerd naar een andere Spaanse club. Voor Valencia wist hij in 48 wedstrijden niet te scoren.
Real Valladolid werd de tweede Spaanse club waarbij Miodrag Belodedici kwam te spelen. Hij speelde bijna alle wedstrijden in het seizoen 1994/95; 31 wedstrijden zou hij in totaal voor Valladolid spelen. Het jaar daarop tekende hij een contract bij Villarreal. Die club speelde destijds nog in de Segunda Division. Net zoals bij Real Vallodlid speelde Belodedici ook bij deze club maar een seizoen. Voor Villarreal speelde hij echter slechts zestien wedstrijden. Hierna vertrok hij naar Mexico.

## Atlante
Voor aanvang van het seizoen 1996/97 tekende Miodrag Belodedici een contract bij de Mexicaanse topclub Atlante. Echter, net als bij Valencia, wist hij ook met Atlante geen prijzen te winnen. In het tweede seizoen van Belodedici bij Atlante kwam hij samen te spelen met een landgenoot, namelijk Ilie Dumitrescu. Daar had hij ook al mee samengespeeld bij Steaua Boekarest en in 1998 trok het tweetal ook weer terug naar de club waar ze hun carrière hadden gestart. Voor Atlante speelde Belodedici in totaal van 65 wedstrijden, waarin hij drie keer het net wist te vinden.

## Tweede keer Steaua Boekarest
Samen met Dumitrescu tekende Belodedici in 1998 weer een contract bij Steaua Boekarest. Het zou een succesvolle afbouw van zijn carrière worden. Hij bleef tot en met EK 2000 door zijn goede prestaties bij Steaua deel uitmaken van het Roemeense nationale elftal en daarnaast won hij ook in zijn tweede periode bij de club prijzen. Nog een keer zou hij met Steaua de Cupa României winnen en kampioen van Roemenië worden. In 2001 besloot Belodedici te stoppen met professioneel voetbal. In zijn tweede periode bij Steaua Boekarest was hij goed voor drie doelpunten in 61 wedstrijden.

## Interlandcarrière
Op 31 juli 1984 maakte Belodedici zijn debuut voor het nationale elftal van Roemenië. Dit was in een 1-0 gewonnen wedstrijd tegen China. Tot 1988 bleef hij deel uitmaken van de nationale selectie, maar nadat hij was "overgelopen" naar Joegoslavië zou hij vier jaar niet voor Roemenië uitkomen. Pas in 1992 kwam hij weer uit voor Roemenië. Belodedici speelde met Roemenië op het WK 1994 in de Verenigde Staten, het EK 1996 en het EK 2000. Na dat laatste EK, dat in Nederland en België gehouden werd, stopte Belodedici met internationaal voetbal. In totaal speelde hij 55 wedstrijden voor Roemenië. Daarin scoorde hij vijf keer. Dit was twee keer tegen Albanië, een keer tegen Turkije, tegen Griekenland en in 1994 tegen Azerbeidzjan.
| Interlands van Miodrag Belodedici voor Roemenië | Interlands van Miodrag Belodedici voor Roemenië | Interlands van Miodrag Belodedici voor Roemenië | Interlands van Miodrag Belodedici voor Roemenië | Interlands van Miodrag Belodedici voor Roemenië | Interlands van Miodrag Belodedici voor Roemenië |
| №                                               | Datum                                           | Wedstrijd                                       | Uitslag                                         | Competitie                                      | Goals                                           |
| ----------------------------------------------- | ----------------------------------------------- | ----------------------------------------------- | ----------------------------------------------- | ----------------------------------------------- | ----------------------------------------------- |
| 1                                               | 31 Jul 1984                                     | Roemenië – China                                | 1 – 0                                           | Vriendschappelijk                               | 0                                               |
| 2                                               | 04 Jun 1986                                     | Roemenië – Noorwegen                            | 3 – 1                                           | Vriendschappelijk                               | 0                                               |
| 3                                               | 20 Aug 1986                                     | Noorwegen – Roemenië                            | 2 – 2                                           | Vriendschappelijk                               | 0                                               |
| 4                                               | 10 Sep 1986                                     | Roemenië – Oostenrijk                           | 4 – 0                                           | EK-kwalificatie                                 | 0                                               |
| 5                                               | 08 Oct 1986                                     | Israël – Roemenië                               | 2 – 4                                           | Vriendschappelijk                               | 0                                               |
| 6                                               | 12 Nov 1986                                     | Spanje – Roemenië                               | 1 – 0                                           | EK-kwalificatie                                 | 0                                               |
| 7                                               | 04 Mar 1987                                     | Turkije – Roemenië                              | 1 – 3                                           | Vriendschappelijk                               | Goal                                            |
| 8                                               | 11 Mar 1987                                     | Griekenland – Roemenië                          | 1 – 1                                           | Vriendschappelijk                               | 0                                               |
| 9                                               | 25 Mar 1987                                     | Roemenië – Albanië                              | 5 – 1                                           | EK-kwalificatie                                 | Goal                                            |
| 10                                              | 08 Apr 1987                                     | Roemenië – Israël                               | 3 – 2                                           | Vriendschappelijk                               | Goal                                            |
| 11                                              | 29 Apr 1987                                     | Roemenië – Spanje                               | 3 – 1                                           | EK-kwalificatie                                 | 0                                               |
| 12                                              | 07 Oct 1987                                     | Roemenië – Griekenland                          | 2 – 2                                           | Vriendschappelijk                               | 0                                               |
| 13                                              | 28 Oct 1987                                     | Albanië – Roemenië                              | 0 – 1                                           | EK-kwalificatie                                 | 0                                               |
| 14                                              | 18 Nov 1987                                     | Oostenrijk – Roemenië                           | 0 – 0                                           | EK-kwalificatie                                 | 0                                               |
| 15                                              | 01 Jun 1988                                     | Nederland – Roemenië                            | 2 – 0                                           | Vriendschappelijk                               | 0                                               |
| 16                                              | 20 Sep 1988                                     | Roemenië – Albanië                              | 3 – 0                                           | Vriendschappelijk                               | Goal                                            |
| 17                                              | 19 Oct 1988                                     | Bulgarije – Roemenië                            | 1 – 3                                           | WK-kwalificatie                                 | 0                                               |
| 18                                              | 02 Nov 1988                                     | Roemenië – Griekenland                          | 3 – 0                                           | WK-kwalificatie                                 | 0                                               |
| 19                                              | 23 Nov 1988                                     | Roemenië – Israël                               | 3 – 0                                           | Vriendschappelijk                               | 0                                               |
| 20                                              | 08 Apr 1992                                     | Roemenië – Letland                              | 2 – 0                                           | Vriendschappelijk                               | 0                                               |
| 21                                              | 20 May 1992                                     | Roemenië – Wales                                | 5 – 1                                           | WK-kwalificatie                                 | 0                                               |
| 22                                              | 14 Oct 1992                                     | België – Roemenië                               | 1 – 0                                           | WK-kwalificatie                                 | 0                                               |
| 23                                              | 14 Nov 1992                                     | Roemenië – Tsjecho-Slowakije                    | 1 – 1                                           | WK-kwalificatie                                 | 0                                               |
| 24                                              | 29 Nov 1992                                     | Cyprus – Roemenië                               | 1 – 4                                           | WK-kwalificatie                                 | 0                                               |
| 25                                              | 14 Apr 1993                                     | Roemenië – Cyprus                               | 2 – 1                                           | WK-kwalificatie                                 | 0                                               |
| 26                                              | 02 Jun 1993                                     | Tsjecho-Slowakije – Roemenië                    | 5 – 2                                           | WK-kwalificatie                                 | 0                                               |
| 27                                              | 13 Oct 1993                                     | Roemenië – België                               | 2 – 1                                           | WK-kwalificatie                                 | 0                                               |
| 28                                              | 17 Nov 1993                                     | Wales – Roemenië                                | 1 – 2                                           | WK-kwalificatie                                 | 0                                               |
| 29                                              | 23 Mar 1994                                     | Noord-Ierland – Roemenië                        | 2 – 0                                           | Vriendschappelijk                               | 0                                               |
| 30                                              | 25 May 1994                                     | Roemenië – Nigeria                              | 2 – 0                                           | Vriendschappelijk                               | 0                                               |
| 31                                              | 01 Jun 1994                                     | Roemenië – Slovenië                             | 0 – 0                                           | Vriendschappelijk                               | 0                                               |
| 32                                              | 13 Jun 1994                                     | Roemenië – Zweden                               | 1 – 1                                           | Vriendschappelijk                               | 0                                               |
| 33                                              | 18 Jun 1994                                     | Colombia – Roemenië                             | 1 – 3                                           | WK-eindronde                                    | 0                                               |
| 34                                              | 22 Jun 1994                                     | Roemenië – Zwitserland                          | 1 – 4                                           | WK-eindronde                                    | 0                                               |
| 35                                              | 26 Jun 1994                                     | Verenigde Staten – Roemenië                     | 0 – 1                                           | WK-eindronde                                    | 0                                               |
| 36                                              | 03 Jul 1994                                     | Roemenië – Argentinië                           | 3 – 2                                           | WK-eindronde                                    | 0                                               |
| 37                                              | 10 Jul 1994                                     | Zweden – Roemenië                               | 2 – 2                                           | WK-eindronde                                    | 0                                               |
| 38                                              | 07 Sep 1994                                     | Roemenië – Azerbeidzjan                         | 3 – 0                                           | EK-kwalificatie                                 | Goal                                            |
| 39                                              | 08 Oct 1994                                     | Frankrijk – Roemenië                            | 0 – 0                                           | EK-kwalificatie                                 | 0                                               |
| 40                                              | 12 Oct 1994                                     | Engeland – Roemenië                             | 1 – 1                                           | Vriendschappelijk                               | 0                                               |
| 41                                              | 12 Nov 1994                                     | Roemenië – Slowakije                            | 3 – 2                                           | EK-kwalificatie                                 | 0                                               |
| 42                                              | 14 Dec 1994                                     | Israël – Roemenië                               | 1 – 1                                           | EK-kwalificatie                                 | 0                                               |
| 43                                              | 29 Mar 1995                                     | Roemenië – Polen                                | 2 – 1                                           | EK-kwalificatie                                 | 0                                               |
| 44                                              | 26 Apr 1995                                     | Azerbeidzjan – Roemenië                         | 1 – 4                                           | EK-kwalificatie                                 | 0                                               |
| 45                                              | 07 Jun 1995                                     | Roemenië – Israël                               | 2 – 1                                           | EK-kwalificatie                                 | 0                                               |
| 46                                              | 24 Apr 1996                                     | Roemenië – Georgië                              | 5 – 0                                           | Vriendschappelijk                               | 0                                               |
| 47                                              | 01 Jun 1996                                     | Roemenië – Moldavië                             | 3 – 1                                           | Vriendschappelijk                               | 0                                               |
| 48                                              | 10 Jun 1996                                     | Roemenië – Frankrijk                            | 0 – 1                                           | EK-eindronde                                    | 0                                               |
| 49                                              | 13 Jun 1996                                     | Bulgarije – Roemenië                            | 1 – 0                                           | EK-eindronde                                    | 0                                               |
| 50                                              | 03 Jun 2000                                     | Roemenië – Griekenland                          | 2 – 1                                           | Vriendschappelijk                               | 0                                               |
| 51                                              | 20 Jun 2000                                     | Engeland – Roemenië                             | 2 – 3                                           | EK-eindronde                                    | 0                                               |
| 52                                              | 24 Jun 2000                                     | Italië – Roemenië                               | 2 – 0                                           | EK-eindronde                                    | 0                                               |
| 53                                              | 16 Aug 2000                                     | Roemenië – Polen                                | 1 – 1                                           | Vriendschappelijk                               | 0                                               |
| 54                                              | 03 Sep 2000                                     | Roemenië – Litouwen                             | 1 – 0                                           | WK-kwalificatie                                 | 0                                               |
| 55                                              | 07 Oct 2000                                     | Italië – Roemenië                               | 3 – 0                                           | WK-kwalificatie                                 | 0                                               |

## Erelijst
Steaua Boekarest
- Divizia A: 1984/85, 1985/86, 1986/87, 1987/88, 1988/89, 2000/01
- Cupa României: 1984/85, 1986/87, 1987/88, 1988/89, 1998/99
- Supercupa României: 1998
- European Cup: 1985/86
- European Super Cup: 1986

 Rode Ster Belgrado
- Prva Liga: 1989/90, 1990/91, 1991/92
- Pokal Jugoslavije: 1989/90
- European Cup: 1990/91
- Intercontinental Cup: 1991